# Theodor Wachtel
Theodor Wachtel (Hamburg, 1823 - Frankfurt del Main, 1893) fou un tenor alemany.
Dotat d'una de les veus més potents i extenses del seu gènere, des de molt jove es dedicà a l'escena lírica, on assolí gran fama, conquerint ràpidament una immensa fortuna. Actuà amb èxits ininterromputs en els principals teatres d'Europa i Amèrica, fins que l'edat i una desafortunada temptativa per a incorporar al seu repertori l'òpera Lohengrin, de Wagner, el feren abandonar definitivament l'escena.